# Tennistoernooi van Brisbane 2025
Het tennistoernooi van Brisbane van 2025 werd van zondag 29 december 2024 tot en met zondag 5 januari 2025 gespeeld op de hardcourtbuitenbanen van het Queensland Tennis Centre in Tennyson, een randgemeente van de Australische stad Brisbane. De officiële naam van het toernooi was Brisbane International.
Het toernooi bestond uit twee delen:
- WTA-toernooi van Brisbane 2025, het toernooi voor de vrouwen
- ATP-toernooi van Brisbane 2025, het toernooi voor de mannen

## Toernooikalender
| Brisbane          | december 2024 | december 2024 | december 2024 | december 2024 | januari 2025 | januari 2025 | januari 2025 | januari 2025 | januari 2025 |
| Brisbane          | zon 29        | maa 30        | din 31        | din 31        | woe 1        | don 2        | vrĳ 3        | zat 4        | zon 5        |
| ----------------- | ------------- | ------------- | ------------- | ------------- | ------------ | ------------ | ------------ | ------------ | ------------ |
| vrouwenenkelspel  | 1e ronde      | 1e ronde      | 2e ronde      | 2e ronde      | 2e ronde     | 3e ronde     | kwartfinale  | halve finale | finale       |
| vrouwendubbelspel | 1e ronde      | 1e ronde      | 1e ronde      | 1e ronde      | 2e ronde     | 2e ronde     | halve finale | finale       |              |
| mannenenkelspel   | 1e ronde      | 1e ronde      | 1e ronde      | 1e ronde      | 2e ronde     | 2e ronde     | kwartfinale  | halve finale | finale       |
| mannendubbelspel  | 1e ronde      | 1e ronde      | 1e ronde      | 2e ronde      | 2e ronde     | 2e ronde     | kwartfinale  | halve finale | finale       |

ATP-toernooi van Brisbane – WTA-toernooi van Brisbane

2009 · 2010 · 2011 · 2012 · 2013 · 2014 · 2015 · 2016 · 2017 · 2018 · 2019 · 2020 · 2021–2023 · 2024 · 2025